# Gunplay
Ричард Моралес (младший; р. 18 июля 1979; также «Gunplay») — американский хип-хоп (музыкальный жанр) исполнитель из Кэрол Сити, штат Флорида. В настоящее время он подписал контракт с Def Jam и Maybach Music Group. Он был членом южной хип-хоп группы Triple C’s. После Gunplay в качестве сольного исполнителя выпустил несколько микстейпов, такие как 601 и Snort. Его дебютный студийный альбом Living Legend, планируется к выпуску в 2014 году.

## Молодость
Он вырос в Carol City в Южной Флориде со своей матерью. Он начал употреблять и продавать кокаин в возрасте 16 лет, получая за это 600—700$ в неделю.

## Музыкальная карьера
1997—2009: Начало карьеры в Triple C’s
В 1997 году он встретился в Кэрол Сити с Rick Ross и их страсть к музыке привела их к образованию группы Triple C’s. Группа упорно трудились, чтобы построить карьеру, выпустив свой дебютный альбом Custom Cars & Cycles в 2009 году, который дебютировал на # 44 на американском Billboard 200.

## 2009-настоящее время: Сольная карьера и дебютный альбом
Gunplay дебютировал на альбоме Rick Ross Deeper Than Rap, в треке «Gun Play». Он выпускал микстейпы под лейблом Maybach Music Group в то время как появлялись признаки возникновения совместных альбомов с другими исполнителями. В июле 2012 года он подписал сольный контракт с Def Jam и выпустил свой дебютный альбом Living Legend. Он объявил, что он работал с исполнителями с юга, и он будет сотрудничать с продюсером Pharrell Williams. Его микстейп под названием «601 & Snort», выпущенный в сентябре 2012 года и был высоко оценен критиками, и был назван десятым альбомом 2012 года.

### Бифы
Gunplay воевал с 50 Cent и однажды у них завязалась драка, в которой Кёртис со своим окружением напали на одного Gunplay, Моралес получил по лицу, но в то же время не испугался и сам надавал одному из обидчиков. После чего выпустил видеообращение в котором говорил: «Кёртис поступил плохо, пошёл с толпой на одного человека, в этом весь его хастл».

## Личная жизнь
Моралес имеет сына от бывшей жены с которой развёлся в 2008 году.

## Проблемы с законом
У Ганплея было очень много проблем с законом, самые главные это незаконное хранение оружия и хранение наркотиков, а также избиение одного человека.